# Нварсакский договор
Нварсакский договор (арм. Նվարսակի պայմանագիրը, перс. قرارداد   نوارساکس‎) — договор между Арменией и Сасанидской Империей, по которому Армения вновь получает полунезависимый статус с полной религиозной свободой. Была сделана попытка восстановить Армянское государство.

## Предыстория
В ходе своих походов Йездигерд II стал подозревать христиан и евреев в измене. Указ Иездигерда II о запрещении христианства и обязательном принятии зороастризма усугубил и без того напряженную ситуацию, сложившуюся в стране. Вероятно, своей веронетерпимостью царь хотел:
- добиться большего внутреннего единства своей державы;
- ликвидировать возможную «пятую колонну» в случае войны с Римом, ведь христиане-армяне были для христиан-римлян потенциальными союзниками;
- продвинуть официальную персидскую религию того времени (зороастризм), которую он считал единственно верной.

Для того, чтобы усилить свою власть на Кавказе, персы потребовали, чтобы армяне, грузины и албаны отказались от христианства и приняли зороастризм. Когда армянские, грузинские и албанские князья отказались выполнять требования персов, в 450 году их пригласили в Ктесифон, где им под страхом смерти было предложено принять зороастризм. Князья для виду отступили от веры, чтобы иметь возможность возвратиться на родину и организовать восстание против персов. Армяне подняли восстание против дискриминации, которое возглавил Вардан Мамиконян, но проиграли в Аварайрской битве в 451 году.
В Иберии войну против персов вел Вахтанг Горгасал, на помощь которому пришёл Ваан Мамиконян. На берегу реки Куры произошла кровопролитная битва, в которой грузино-армянские войска потерпели поражение, понеся большие потери. В бою пал один из руководителей восстания Саак Багратуни.
В течение года персы грабили и разрушали города и села Армении и Иберии. Повстанцы отвечали частыми внезапными нападениями. Персидские войска, неся большие потери, обессилели и ослабли. Кроме того, их армия потерпела тяжелое поражение и в Средней Азии.

## Начало переговоров
После гибели Пероза в войнах с гуннами, в 484 году к власти пришёл новый царь — Балаш, члены совета которого советовали ему урегулировать отношения с христианами (армяне, грузины, албаны) . Балаш послал одного из членов совета в Армению для переговоров с Вааном. Переговоры шли в деревне Нварсак. Ваан представил в письменной форме 3 условия соглашения.

### Условия

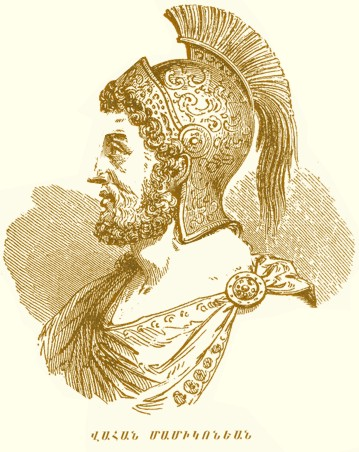
Ваан Мамиконян

«Одна из самых важных проблем — это то, что у нас есть наши родные и региональные правила. Отодвиньте камин с армянской земли. Позвольте христианам и священникам молиться в своих церквях. Вторая проблема — признавайте людей не силой власти, а силой правосудия. Извлекайте ценность из неоценимого, отличите благородное от неблагородного, любите мудрецов и возьмите советы, данные ими. И если Вы сделаете это, то Ваша власть станет намного гуманнее. Наше третье требование заключается в том, что мы желаем, чтоб Персидский царь видел все своими глазами, слушал своими ушами, говорил своим ртом, полагался на свой ум. Именно поэтому мы видим все его приказы и решения такими бесчувственными и беспочвенными. Это приведёт к беспорядкам в вашей стране, всё будет потерянно. Но когда царь будет стремиться увидеть своими глазами, услышать своими ушами, более честно говорить со своими гражданами, тогда граждане будут делать все возможное, чтобы построить свою страну. Ваше государство будет расти.»

Согласно мирному договору Армения получила полунезависимый статус с полной религиозной свободой, также восстанавливались привилегии армянских нахараров. Нахарары признавали только власть шаха, без вмешательства должностных лиц. Военная и административная власть в стране оставалась за армянскими нахарарами, не должно было быть посягательств на официальную религию армян. В 485 году персидский шах был вынужден назначить Ваана Мамиконяна правителем страны.

### Итог
Таким образом, благодаря народно-освободительным войнам 450—451 и 481—484 годов Армения приобретает полунезависимое положение. На протяжении почти 85 лет после Нварсакского договора страна живёт мирной жизнью. Восстанавливаются разрушенные во время войны села и города; развиваются сельское хозяйство, ремесла и торговля; город Двин превращается в крупный экономический и культурный центр Армении.